# كينيث سيلفرمان
كينيث سيلفرمان (بالإنجليزية: Kenneth Silverman)‏ هو كاتب سير وأستاذ جامعي وكاتب أمريكي، ولد في 5 فبراير 1936 في مانهاتن في الولايات المتحدة، وتوفي بنفس المكان في 7 يوليو 2017 بسبب سرطان الرئة.

## وصلات خارجية
- كينيث سيلفرمان على موقع IMDb (الإنجليزية)